# مايكيل سميث
مايكيل سميث (بالإنجليزية: Michael Smith)‏ (17 أكتوبر 1991 في المملكة المتحدة - ) هو لاعب كرة قدم بريطاني في مركز الهجوم. لعب مع تشارلتون أثلتيك وسويندون تاون وكولتشستر يونايتد ونادي أكرينغتون ستانلي ونادي بارنسلي ونادي بورتسموث ونيوبورت كونتي وإيه أف سي ويمبلدون ونادي ووركينغتون ودارلينجتون إف سى.

## وصلات خارجية
- مايكيل سميث على موقع قاعدة بيانات كرة القدم.إي يو (الإنجليزية)
- مايكيل سميث على موقع Soccerbase.com (لاعب) (الإنجليزية)
- مايكيل سميث على موقع Soccerway.com (الإنجليزية)
- مايكيل سميث على موقع عالم كرة القدم.نت (الإنجليزية)